# Детская болезнь «левизны» в коммунизме
«Детская болезнь „левизны“ в коммунизме» — труд В. И. Ленина, содержащий резкую критику противников большевизма из революционно-социалистического лагеря. Взгляды большинства этих противников можно определить как левый коммунизм.
Книга была написана в 1920 году и опубликована на русском, немецком, английском и французском языках.
В рукописи Ленина имеется подзаголовок: «(Опыт популярной беседы о марксистской стратегии и тактике)», но он не использовался в прижизненных изданиях книги. Кроме того, она включала ироническое посвящение британскому премьеру Ллойд Джорджу: «Посвящаю эту брошюру высокопочтенному мистеру Ллойду Джорджу в изъявление признательности за его почти марксистскую и во всяком случае чрезвычайно полезную для коммунистов и большевиков всего мира речь».
Книга состоит из десяти глав и приложения («добавления»).

## Большевики
Ленин начинает работу со введения. Он подчёркивает, что Революция имеет значительное международное значение, и критикует лидеров Второго интернационала, включая Карла Каутского, за отказ принять её. Ленин цитирует старую статью «ещё марксиста, а не ренегата» Каутского «Славяне и революция» в «Искре» 1902 года, где делается вывод, что «Западная Европа становится оплотом реакции и абсолютизма в России» а также о том, что «в данный исторический момент дело обстоит именно так, что русский образец показывает всем странам кое-что, и весьма существенное, из их неизбежного и недалёкого будущего».
Ленин утверждает, что в войне против буржуазии, «железная дисциплина» является «необходимым условием». Затем он описывает обстоятельства, которые привели большевиков к этому выводу.
Третья глава делит историю большевизма на «годы подготовки революции» (1903—1905), «годы революции» (1905—1907), «годы реакции» (1907—1910), «годы подъёма» (1910—1914), «первую всемирную империалистскую войну» (1914—1917) и «вторую революцию в России». Он описывает изменяющиеся обстоятельства для революционеров в России и ответы большевиков на них.
Ленин перечисляет в числе врагов рабочего класса оппортунизм и мелкобуржуазную революционность, «которая смахивает на анархизм» («Анархизм нередко являлся своего рода наказанием за оппортунистические грехи рабочего движения»). Он останавливается на двух случаях борьбы большевизма с уклонениями «влево»: в 1908 году и в 1918 году, во время дискуссий о Брестском мире, — напоминая при этом, что среди критикуемых им было много «превосходных революционеров, которые впоследствии с честью были членами коммунистической партии». Заканчивает он, нападая на меньшевиков, эсеров и членов Социнтерна, которые были готовы пойти на компромисс с буржуазией своей страны в защиту капиталистической системы.

## «Левый» коммунизм в Германии
В пятой, шестой и седьмой главах обсуждается Коммунистическая рабочая партия Германии, выделившаяся из Коммунистической партии Германии. В качестве примера берётся брошюра КРПГ «Раскол Ком. Партии Германии (союза спартаковцев)» и статья Карла Эрлера «Роспуск партии». Ленин критикует отрицательное отношение КРПГ к работе в профсоюзах, её антипарламентаризм и противопоставление Эрлером «диктатуры масс» «диктатуре партии», которая, как тот утверждает, установилась в России после революции.
Ленин отмечает, что большевики полагаются на профсоюзы России, и что, хотя реакционная рабочая аристократия неизбежна, с ней надо бороться внутри профсоюзного движения. В отличие от КРПГ, он считает, что пока большая часть пролетариата имеет иллюзии относительно парламента, коммунисты должны работать внутри таких организаций. Ленин сравнивает антипарламентаризм голландских левых и деятельность Амадео Бордиги в Италии.

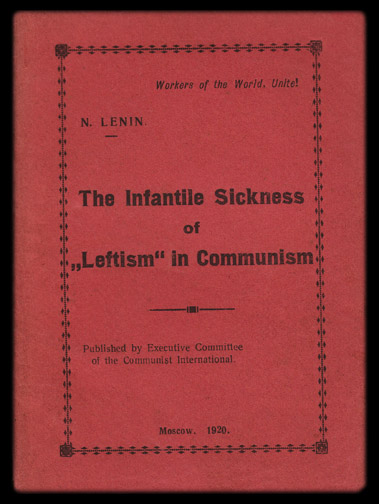
Все делегаты II Конгресса Коминтерна получили копию новой книги Ленина Детская болезнь «левизны» в коммунизме, опубликованной ИККИ.

Затем он критикует лозунг «никаких компромиссов» (проявившийся, в частности, к осуждению КРПГ любых попыток соглашения с «каутскианской» Независимой социал-демократической партией Германии), отмечая, что русские революционные социал-демократы, большевики за свою историю заключали немало компромиссов, имевших практическую пользу для движения. Он выделяет слова Маркса и Энгельса, что их теория не догма, а «руководство к действию». Ленин также критикует «вопиющие нелепости национального большевизма» в Германии (блок с немецкой буржуазией против Антанты), а также показывает, как «левые коммунисты» со своим непризнанием Версальского договора попадают в ловушку империалистов.

## «Левый» коммунизм в Великобритании
Ленин критикует разобщённые марксистские группы в Великобритании, не могущие объединиться в единую коммунистическую партию из-за различного отношения к Лейбористской партии. В частности, его критика касается текстов, написанных Сильвией Панкхёрст и Вилли Галлахером из Социалистической федерации рабочих, выступавшей с резким неприятием парламентской борьбы и соглашений с лейбористами. Ленин предлагает, чтобы все четыре социалистические партии и группы соединились в одну Коммунистическую партию Великобритании на почве принципов III Интернационала и обязательного участия в парламенте, предложив Лейбористской партии электоральную коалицию «против союза Ллойд Джорджа и Черчилля». Вместе с тем, он отмечает, что хотел бы поддерживать генерального секретаря лейбористов Артура Хендерсона «точно так же, как верёвка поддерживает повешенного».

## Выводы Ленина
Ленин делает вывод, что в каждой стране коммунисты должны бороться главным образом против «меньшевизма» (оппортунизма и социал-шовинизма), но также и против «левизны» в коммунизме. Он утверждает, что коммунизм идейно уже завоевал сознательный авангард рабочего класса, но для привлечения широких масс необходимо понимание расхождений между «Хендерсонами» (социал-демократами), «Ллойд-Джорджами» (либералами) и «Черчиллями» (консерваторами). Несмотря на определённые поражения, он считает, что коммунистическое движение является «великолепно растущим».
Он описывает «левизну» в коммунизме как ту же самую ошибку, что и социал-демократия, «только с другой стороны», и, так как «ошибка левого доктринёрства в коммунизме является, в настоящий момент, в тысячу раз менее опасной и менее значительной, чем ошибка правого доктринёрства», она может и должна быть «легко излечена».

## Ответы на работу
В ответ на новые события в Германии вокруг формирования КРПГ перед публикацией в документ были добавлены несколько приложений, включавшие также новые исследования В. И. Ленина по поводу итальянских левых. Кроме того, приложение включало письмо Давида Вейнкопа (Вайнкупа) от Голландской коммунистической партии, уточняющее, что не все в партии разделяют позицию коммунистов рабочих советов, тогда как Ленин в рукописи ошибочно критикует «голландских трибунистов» вообще.
Ленин пригласил Сильвию Панкхёрст и Вилли Галлахера на Второй конгресс Коминтерна. Он убедил их вступить со своей партией, к тому времени именуемой Коммунистическая партия (Британская секция Третьего интернационала), в Коммунистическую партию Великобритании.
Герман Гортер ответил Ленину в открытом письме, утверждая, что меньшее число крестьян в Западной Европе составляли основное отличие от классовой борьбы в России. В предисловии он заявил:
Она научил меня очень многому... эта детская болезнь, жертвой которой, без сомнения, являюсь и я, была побеждена Вашей брошюрой, или ещё будет искоренена ей. Ваши замечания по поводу путаницы, которую революция вызвала во многих умах, тоже совершенно правильны. Я знаю это. Революция пришла так внезапно, и в немалой степени отличается от того, что мы ожидали. Ваши слова будут стимулом для меня снова и ещё в большей степени основывать свои решения во всех вопросах тактики и революции исключительно на реальности, на действительных классовых отношениях, которые проявляются политически и экономически.
После прочтения Вашей брошюры я подумал, что всё это правильно.

Но после длительных размышлений, могу ли я прекратить поддерживать «левых» и писать статьи для КРПГ и оппозиционной партии в Англии, я должен был ответить отказом
After having read your brochure I thought all this is right.
But after having considered for a long time whether I would cease to uphold this "Left Wing", and to write articles for the KAPD and the Opposition party in England, I had to decline.

## Оценки
Как пишет доктор исторических наук, профессор кафедры истории МосГУ М. М. Мухамеджанов:
Ленин в своём известном труде «Детская болезнь „левизны“ в коммунизме» ответил на многие вопросы стратегии и тактики революционного движения, исходя из опыта победоносной русской революции. Он назвал в числе основных условий победы жёсткую централизацию и «железную» дисциплину, а также борьбу против оппортунизма и мелкобуржуазной революционности.